# Korthornad vedstekel
Korthornad vedstekel (Tremex fuscicornis) är en stekelart som först beskrevs av Fabricius 1787.  Korthornad vedstekel ingår i släktet Tremex, och familjen vedsteklar. Enligt den svenska rödlistan är arten nära hotad i Sverige. Arten förekommer i Götaland, Svealand, Nedre Norrland och Övre Norrland. Artens livsmiljö är skogslandskap, jordbrukslandskap.